# Escuadrón
Un escuadrón es una unidad militar consistente en una fracción de caballería, aeronaves militares o buques de guerra .
En la Caballería está compuesto habitualmente por cuatro secciones y está al mando de  un Capitán. Un escuadrón es similar a una compañía en Infantería o una batería en Artillería.
En la milicia antigua, los escuadrones eran la porción de tropa formada en filas con la disposición que dictaban las reglas de la táctica militar que entonces se seguía. También se llamaba así a una parte del ejército compuesta de caballería e infantería.
Antiguamente se llamaba escuadrón volante a una partida de caballería más o menos numerosa destinada a recorrer la campaña, sacar contribuciones, explorar los movimientos del enemigo, escoltar caravanas, etcétera.

## España
En la Fuerza Aérea Española el ala es la unidad base de su organización. El ala puede estar formada por uno o dos Grupos de Fuerzas Aéreas cada uno de los cuales suele tener dos escuadrones. Cuando existe un tercer Escuadrón suele tratarse de una unidad de transición o entrenamiento donde se encuadran las aeronaves de un nuevo modelo que dotará a la unidad o bien donde reciben entrenamiento los nuevos pilotos. Cada Escuadrón está integrado por un número variable de aeronaves, que pueden ser 18 o 24 aviones en el caso de los Escuadrones de Caza y Ataque. Sin embargo, los aviones no están asignados al escuadrón como se había hecho con anterioridad sino que 'pertenecen' al Grupo de Material que los pone a disposición -según disponibilidad- para las misiones a realizar por los escuadrones operativos.

## Argentina
En la Fuerza Aérea Argentina un escuadrón se constituye por un número variable de escuadrillas. A su vez, dos o más escuadrones constituyen un grupo aéreo. El oficial al mando del escuadrón se denomina «jefe de Escuadrón».
En el Ejército Argentino un escuadrón es la subunidad táctica del arma de caballería. Existen también escuadrones en las armas de ingenieros y comunicaciones y en la tropa técnica de aviación de ejército.